# بريس أورتوفو
بريس آرتفو أو بريس هارتفو بالفرنسية Brice Hortefeux من مواليد 11 أيّار / مايو 1958 في نويي سور سين، هو سياسي فرنسي، عضو الحزب الجمهوري. وزير الحكم المحلي في حكومة دومينيك دو فيلبان، هو وزير الهجرة (2007-2009) والعمل (2009) والداخلية (2009-2011) في حكومة فرانسوا فيون .

## حياته ودراسته
هو ابن لمصرفي في مدينة نويي-سور-سين و عمل كأستاذ للتاريخ والجغرافيا، وتخرج في القانون الخاص عام 1982 ودرجة الماجستير في القانون العام عام 1984 من جامعة باريس نانتير. ثم معهد الدراسات السياسية في باريس.

## حياته الشخصية
صديق مقرّب من نيكولا ساركوزي منذ عام 1976، ويطلق عليه أحيانا «حامل بندقية ساركوزي.» كان شاهداً على زواج ساركوزي أثناء زواجه الأول، هو الأب الروحي للمعمودية لابن ساركوزي أو (عرّاب) جان ساركوزي.
متزوج منذ عام 2000 من فاليري دازان وهو أب لثلاثة أبناء، إدوارد، وأموري ومكسانس.

## تصريحه ضد المهاجرين من شمال أفريقيا
في 9 سبتمبر / أيلول 2009 صرح أورتوفو ضد المهاجرين من شمال أفريقيا قائلاً «يلزمنا دائماً واحد. وعندما يكون هناك واحد، تكون الأمور جيدة لكن عندما يكونون كثر تحدث مشاكل». وقد ردَّ بنوا أمون، الذي كان وقتها المتحدث باسم الحزب الاشتراكي، على تصريحات أورتوفو التي اُعتبرت عنصرية وتساءل لماذا لا يزال آرتوفو ضمن الحكومية الحالية

## أوسمة
- الوسام العلوي من درجة ضابط كبير.[5]

## روابط خارجية
- بريس أورتوفو على موقع مونزينجر (الألمانية)